# Paesaggio rosa
Paesaggio rosa (Paysage rose) è un dipinto a olio su tavola (15,5x24,5 cm) realizzato nel 1886 dal pittore Georges-Pierre Seurat.
È conservato nel Musée d'Orsay di Parigi.